# Otterburn
Otterburn è un villaggio e parrocchia civile dell'Inghilterra, appartenente alla contea del Northumberland.